# Juan Patiño
Juan Gabriel Patiño Martínez (ur. 29 listopada 1989 w Pirayú) – paragwajski piłkarz występujący na pozycji obrońcy, obecnie zawodnik meksykańskiego Chiapas.

## Kariera klubowa
Patiño pochodzi z miejscowości Pirayú i jest wychowankiem tamtejszego amatorskiego klubu Pirayú Sport. Stamtąd w wieku dwudziestu lat przeniósł się do ekipy Club Guaraní ze stołecznego Asunción, gdzie już kilka miesięcy później został włączony do seniorskiego zespołu przez szkoleniowca Félixa Darío Leóna. W paragwajskiej Primera División zadebiutował 11 kwietnia 2010 w wygranym 1:0 spotkaniu z Sol de América i już w tym samym, wiosennym sezonie Apertura 2010 zdobył z Guaraní mistrzostwo Paragwaju. Sam nie miał jednak większego udziału w tym sukcesie – zaledwie tydzień po debiucie zerwał więzadła krzyżowe w kolanie, przez co musiał pauzować przez ponad pół roku. Po rekonwalescencji powrócił jednak do wyjściowego składu i premierowego gola w najwyższej klasie rozgrywkowej strzelił 24 marca 2011 w wygranej 2:1 konfrontacji z Rubio Ñu.
W czerwcu 2011 Patiño ponownie stracił jednak miejsce w pierwszej jedenastce i przez kolejne trzy sezony pozostawał głównie rezerwowym Guaraní. W sezonie Apertura 2013 wywalczył z nim tytuł wicemistrzowski i sukces ten powtórzył również po upływie roku, podczas rozgrywek Apertura 2014 – jego wkład w te osiągnięcia był jednak minimalny (odpowiednio dwa i jedno ligowe spotkanie). Jego położenie odmieniło się dopiero w lutym 2015, kiedy to został kluczowym ogniwem defensywy w zespole prowadzonym przez Fernando Jubero, w sezonie Apertura 2015 zdobywając z Guaraní trzecie w swojej karierze wicemistrzostwo Paragwaju. Rok później został ściągnięty przez swojego rodaka – trenera José Cardozo – na wypożyczenie do meksykańskiego klubu Chiapas FC z miasta Tuxtla Gutiérrez. W tamtejszej Liga MX zadebiutował 16 lipca 2016 w przegranym 0:2 meczu z Américą.
| Sezon     | Klub         | Kraj     | Rozgrywki        | Mecze | Bramki |
| --------- | ------------ | -------- | ---------------- | ----- | ------ |
| 2010      | Club Guaraní | Paragwaj | Primera División | 3     | 0      |
| 2011      | Club Guaraní | Paragwaj | Primera División | 17    | 2      |
| 2012      | Club Guaraní | Paragwaj | Primera División | 0     | 0      |
| 2013      | Club Guaraní | Paragwaj | Primera División | 6     | 0      |
| 2014      | Club Guaraní | Paragwaj | Primera División | 10    | 0      |
| 2015      | Club Guaraní | Paragwaj | Primera División | 30    | 4      |
| 2016      | Club Guaraní | Paragwaj | Primera División | 21    | 2      |
| 2016/2017 | Chiapas FC   | Meksyk   | Liga MX          |       |        |

## Kariera reprezentacyjna
W seniorskiej reprezentacji Paragwaju Patiño zadebiutował za kadencji argentyńskiego selekcjonera Ramóna Díaza, 5 września 2015 w przegranym 2:3 meczu towarzyskim z Chile.